# Waringinkarya
Waringinkarya is een bestuurslaag in het regentschap Karawang van de provincie West-Java, Indonesië. Waringinkarya telt 4543 inwoners (volkstelling 2010).